# Magic Attraction
Albums de Nana Mizuki
Supersonic Girl
(2001) DREAM SKiPPER
(2003)
Singles
Magic Attraction est le 2e album studio de la chanteuse et seiyū japonaise Nana Mizuki sorti le 6 novembre 2002 sous le label King Records. Il arrive 21e à l'Oricon et reste classé 5 semaines pour un total de 22 051 exemplaires vendus, et donc des ventes nettement supérieure à celles de son prédécesseur Supersonic Girl.

## Liste des titres
| 1.  | Theme of Magic Attraction (THEME OF MAGIC ATTRACTION (lit. Thème de l'attraction magique)                       |                               | Tsutomu Ohira                     | 1:07 |
| 2.  | Through the Night (lit. Traverse la nuit)                                                                       | Toshiro Yabuki                | Takahiro Iida                     | 4:47 |
| 3.  | Protection (PROTECTION)                                                                                         | Toshiro Yabuki                | Toshiro Yabuki                    | 4:51 |
| 4.  | Futari no Memory (二人のMemory (lit. Nos souvenirs)                                                             | Toshiro Yabuki                | Toshiro Yabuki                    | 3:45 |
| 5.  | Free Style (フリースタイル)                                                                                     | Shinya Iwaki                  | Akimitsu Honma/Tsutomu Ohira      | 3:58 |
| 6.  | Stand (STAND)                                                                                                   | Toshiro Yabuki, Tsutomu Ohira | Toshiro Yabuki, Tsutomu Ohira     | 4:40 |
| 7.  | deep sea (lit. Mer profonde)                                                                                    | Kazue Tsuda                   | Tsutomu Ohira                     | 4:41 |
| 8.  | Suddenly ~Meguriaete~ (Suddenly 〜巡り合えて〜 (lit. Soudainement ~Nous nous rencontrons~)                      | Toshiro Yabuki                | Toshiro Yabuki                    | 4:32 |
| 9.  | Orguel to Piano to -Holy Style- (オルゴールとピアノと -holy style- (lit. Boîte à musique et piano -holy style-) | Chiyomaru Shikura             | Chiyomaru Shikura/Tsutomu Ohira   | 4:34 |
| 10. | Love & History                                                                                                  | Chokkyu Murano                | Ataru Sumiyoshi/Nobuhiro Makino   | 4:33 |
| 11. | Juliet (ジュリエット)                                                                                           | Chiyomaru Shikura             | Chiyomaru Shikura/Toshimichi Isoe | 5:33 |
| 12. | climb up (lit. Grimper)                                                                                         | Toshiro Yabuki                | Toshiro Yabuki                    | 4:46 |
| 13. | Brilliant Star (lit. Brillante étoile)                                                                          | Chiyomaru Shikura             | Chiyomaru Shikura/Toshimichi Isoe | 5:06 |
| 14. | Power Gate (POWER GATE (lit. Porte du pouvoir)                                                                  | Toshiro Yabuki                | Toshiro Yabuki                    | 4:35 |
| 15. | Ano hi Yumemita Negai (あの日夢見た願い (lit. Désir de ce jour dont je rêve)                                    | Kazue Tsuda                   | Tsutomu Ohira                     | 5:21 |